# Річковий транспорт

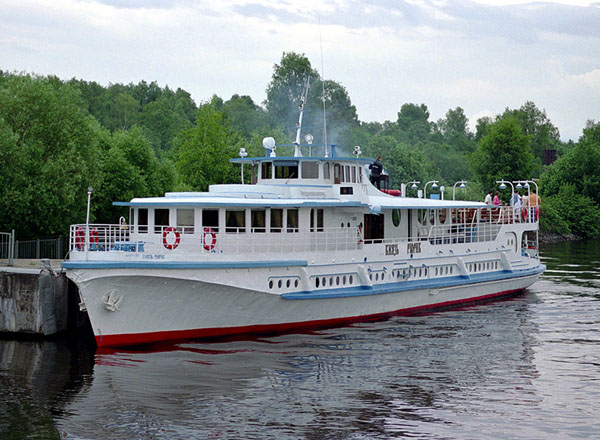
Річкове пасажирске судно тип ОМ, канал Москва-Волга.

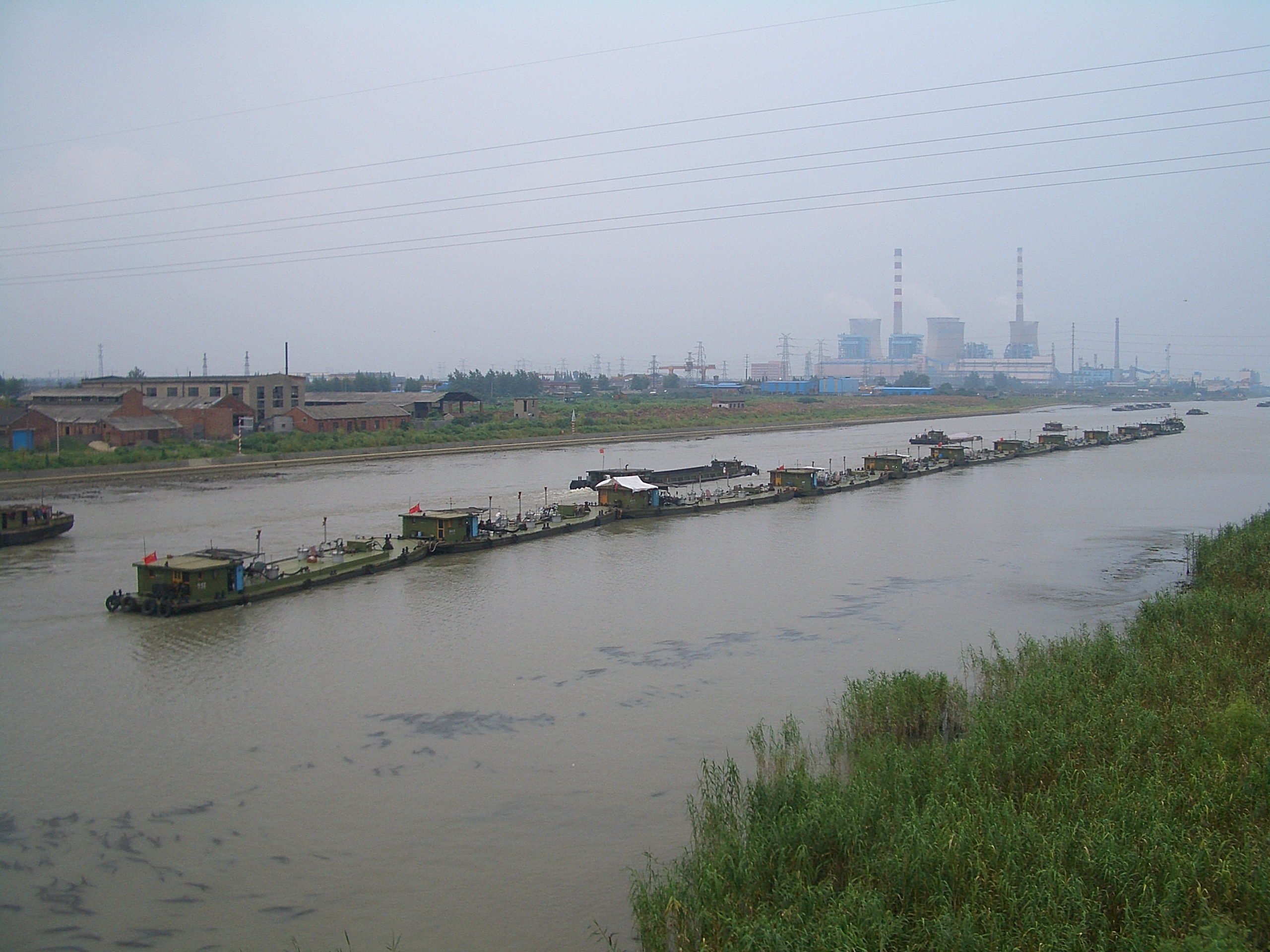
На Великому китайському каналі в Китаї

Річкови́й тра́нспорт — один з основних видів транспорту, що здійснює перевезення вантажів та пасажирів внутрішніми водними шляхами.
Перед поширенням залізничного транспорту річковий транспорт був в Україні головним засобом масового транспорту, пізніше занепав. На початку 2000-х рр. становив близько 2 % порівняно з усіма іншими видами транспорту, станом на 2020 рік — від 0,6 % до 1,1 % за різними оцінками.

## Судноплавні шляхи
Довжина річкових судноплавних експлуатованих шляхів на всіх українських етнографічних землях доходить до 6 200 км, у тому числі 200 км каналів. В Україні довжина всіх річок протяжністю 10 км і більше дорівнює 90 400 км, судноплавних водних шляхів 4 800 км (у тому числі штучних — близько 1 000 км), на 4 000 км сплав можливий. З судноплавних річок для транспорту використовується на території України: по Дніпру — 1 205 км (по його притоках: Десні — 520 і Прип'яті — 60), по Дунаю — 160, Бугу — 155, по інших так званих малих річках — 2 700 км. За межами України Кубань судноплавна на довжині 300, Прип'ять — 500 км.

Природні умови для транспорту на українських річках досить сприятливі. Гірських річок небагато, тому спад річок переважно невеликий і допускає плавання аж по гор. течію. Вихідний напрям річок — з півночі на південь, і вони пов'язують різні природні, а одночасно господарські райони. Нарешті, різні системи річок зближені гол. на зах., у гор. течії, отже їх легко сполучити каналами. До несприятливих умов належать: зимова перерва навігації — 1,5-4 місяці, сильне коливання стану води, зокрема влітку в степовій смузі, часті закрути річок, замулювання (особливо в лісовій і чорноземній смузі), мілководність лиманів, невелике число річок у рівнобіжному напрямі.
До цих природних підстав людина додала дуже мало — водне господарство в Україні взагалі екстенсивне. Канали становлять ледве 3 % природних судноплавних шляхів, регуляція річок — за винятком (і то частково) Дніпра — занедбана.

Є притоки Прип'яті: Стир (судноплавний на 340 км) і Горинь (280 км). Десни: Снов (110 км). Ін. судноплавні річки Сейм (160 км), Інгулець (55 км), Сула, Самара тощо.

## Історія річкового судноплавства в Україні
Основні показники роботи Р. т. заг. користування такі:
|                                                       | 1932 | 1940 | 1950 | 1960 | 1965 | 1969 | 2015 |  |
| Перевезено вантажів (по чистому відправленню) — млн т | 3,2  | 4,6  | 4,3  | 12,8 | 17,4 | 25,3 | 3,2  |  |
| Вантажообіг — млрд т км                               | 0,6  | 1,1  | 1,1  | 4,1  | 4,5  | 5,5  |      |  |
| Перевезено пасажирів — млн                            | 8,7  | 6,8  | 4,4  | 15,2 | 18,7 | 20,9 | 0,6  |  |
| Пасажирообіг млн пасажиро-км                          | 407  | 356  | 183  | 309  | 413  | 486  |      |  |

Хоч річний тоннаж вантажів зріс за 1940—1965 pp. майже вчетверо, його питома вага у всіх видах вантажообігу зменшилася з 1,5 на 1,3 % (залізничного впала з 93,3 на 89,4 %, автомобільного — зросла з 2,2 на 9,3 %). Ще більше зменшився пасажирообіг: з 2,1 на 0,6 %. Для порівняння питома вага річкового вантажообігу в усьому СРСР зменшилася за 1940-69 з 8,5 на 5,9, пасажирообігу з 3,7 на 1,1 %.
До початку 1930-х pp. у річковому транспорті України головне значення мало перевезення лісу й зернових культур; ще 1940 на перевезення цих двох видів вантажів припадало понад 35 %, 1969 вже ледве 2,6 %. Натомість сильно збільшилось перевезення вугілля й руди (з 7,3 до 21 %), а найбільше мінеральних будівельних матеріалів (включаючи цемент), які становлять тепер майже 2/3 вантажообігу на річках України.
Хоч уже 1823 появилися перші парові судна, проте ще 1913 Дніпрова флотилія складалася лише з близько 400 невеликих самохідних і понад 2 000 несамохідних (гол. барж) суден. Нині переважають самохідні судна, серед них вантажні теплоходи вантажопідйомністю 600, 1800 і 2 000 т.; великі дизельні електроходи, комфортабельні пасажирські судна (теплоходи) і буксирні судна. 1969 на перевезеннях у галузі річкового транспорту працювало 8 200 осіб; завдяки технічному прогресу продуктивність їх праці збільшилася за 1960-69 на 2/3.
Основною річковою магістраллю України є Дніпро. На Дніпро та його притоки Десну і Прип'ять припадає бл. 75 % річкового перевезення вантажів і майже 90 % пасажирів всіх судноплавних шляхів України. Перевезення на Дніпрі сильно зросло після затоплення порогів і створення Дніпрогесу (1932), потім після завершення будівництва споруд (1950—1975) Канівського, Каховського, Кременчуцького, Дніпродзержинського і Київського гідровузлів.
|                                               | 1940         | 1960          | 1969          |
| Перевезено вантажів (по чистому відправленню) | 4637 (100,0) | 12780 (100,0) | 25337 (103,0) |
| У тому ч.:                                    |              |               |               |
| Кам'яне вугілля                               | 311 (6,7)    | 4314 (33,7)   | 3743 (14,8)   |
| Нафта та нафтопродукти                        | 435 (9,3)    | 187 (1,5)     | 410 (1,6)     |
| Руда                                          | 29 (0,6)     | 1311 (10,2)   | 2304 (6,2)    |
| Метали та металобрухт                         | 113 (2,4)    | 229 (1,8)     | 185 (0,7)     |
| Лісні вантажі                                 | 836 (17,8)   | 249 (1,9)     | 128 (0,5)     |
| Мінеральні будів. матеріали                   | 1191 (24,2)  | 5028 (39,1)   | 15962 (63,0)  |
| Хлібні вантажі                                | 818 (17,6)   | 494 (3,9)     | 545 (2,1)     |